# (3333) Schaber
(3333) Schaber es un asteroide perteneciente al cinturón de asteroides, descubierto el 9 de octubre de 1980 por Carolyn Shoemaker desde el Observatorio del Monte Palomar, Estados Unidos.

## Designación y nombre
Designado provisionalmente como 1980 TG5. Fue nombrado Schaber en honor al geólogo estadounidense Gerald G. Schaber.